# 青堆子镇
青堆子镇，是中华人民共和国辽宁省锦州市北镇市下辖的一个乡镇级行政单位。

## 行政区划
青堆子镇下辖以下地区：
青堆子社区、生态社区、青堆子村、王家村、六台村、东砖台村、西砖台村、六屯村、前陆村、后陆村、平安台村和锦州青堆子农工商公司生活区。